# Front de Libération Nationale du Tchad

Flagge der FROLINAT

Die FROLINAT (französisch: Front de Libération Nationale du Tchad; Englisch: National Liberation Front of Chad) war eine Rebellengruppe, die von 1966 bis 1993 im Tschad aktiv war.

## Geschichte
Die FROLINAT entstand im Juni 1966 durch den Zusammenschluss der UNT (französisch:Union Nationale Tchadienne), der UGFT (französisch:Union Générale des Fils du Tchad) und der FLT (Front de Libération du Tchad). Der Zusammenschluss wurde während eines Kongresses im sudanesischen Nyala beschlossen, wo auch die Flagge der neu gegründeten FROLINAT angenommen wurde. Anführer der jungen Widerstandsgruppe waren der marxistisch-leninistisch ausgerichtete Ibrahim Abatcha, der Anführer der in der FROLINAT aufgegangenen UNT und erster Generalsekretär der FROLINAT, der radikal islamische Ahmed Hassan Musa, der die UGFT in die FROLINAT führte, Goukouni Oueddei und Hissène Habré.

### Rolle im Bürgerkrieg
Ziel der FROLINAT war die Bekämpfung des ersten tschadischen Präsidenten Tombalbaye. Im Bürgerkrieg agierte die FROLINAT im Norden des Landes und bekämpfte dort die Regierungstruppen. Der libysche König Idris I. unterstützte diesen Kampf, indem er den Rebellen der FROLINAT Unterschlupf auf libyschem Staatsgebiet gewährte. Diese Verbindung blieb auch nach dem Putsch durch General Gaddafi bestehen, der einen strategischen Nutzen in der FROLINAT sah und sie durch die Ausbildung von Truppen und finanzielle und militärische Hilfe unterstützte. Nach einem von Libyen veranlassten, misslungenem Staatsstreich gegen Tombalbaye, brach dieser alle Beziehungen zu Libyen ab, woraufhin Libyen die FROLINAT als einzig legitime Regierung des Tschads anerkannte. Am 17. April 1972 nahmen Tripolis und N'djamena die Beziehungen nach internationaler Vermittlung wieder auf und Libyen brach die Unterstützung der FROLINAT ab.

### Erneute libysche Unterstützung
Nachdem Tombalbaye am 13. April 1975 von General Malloum aus dem Amt geputscht wurde, verschlechterten sich die libysch-tschadischen Beziehungen erneut und Gaddafi begann die FROLINAT ein zweites Mal zu unterstützen, um den eigenen Machtanspruch im Nord-Tschad durchzusetzen. Libyen unterstützte die FROLINAT dabei auch militärisch und unterstützte eine Offensive der FROLINAT im Tschad mit Material, Geld und Luftangriffen.

### Spaltung
Die libysche Unterstützung sorgte für Streitigkeiten innerhalb der FROLINAT, die schließlich zur Spaltung der Partei in zwei Hauptgruppen führte: Die FAN unter Habre, die sich gegen Libyen wandte, aber nur eine Minderheit der FROLINAT-Mitglieder hinter sich vereinen konnte, und die FAP unter Goukouni Oueddei, die sich weiterhin zu Gaddafi bekannte und die Mehrheit der FROLINAT bildete.

### Libysch-Tschadischer Grenzkrieg
Im Libysch-Tschadischen Grenzkrieg spielten die entstandenen Gruppen eine zentrale Rolle, wobei sich Habré mit dem tschadischen Machthaber Malloum verbündete und sich somit die Bündnisse von Gaddafi und Oueddei, sowie Habré und Malloum gegenüberstanden. Nach militärischen Erfolgen im Jahr 1977 wurde Oueddei neuer Generalsekretär der FROLINAT und strebte eine Vereinigung der Widerstandsgruppen an. Durch sein Bündnis mit Malloum wurde Habré am 29. August 1978 zum Premierminister ernannt, konnte diese Position aber nicht lange halten, da bereits am 23. März 1979 Malloum gestürzt wurde und Oueddei als Präsident der Regierung der nationalen Einheit (GUNT) an die Macht kam. Das Bengasi-Abkommen vom 27. März 1979, das einen Waffenstillstand vereinbarte, wurde auch von der FROLINAT unterstützt. Oueddei brach aber das Abkommen und marschierte auf N'djamena; dabei wurde er bei Ati geschlagen und musste sich mit erheblichen Verlusten auf Seiten der FROLINAT nach Norden zurückziehen. Nach dieser vernichtenden Niederlage nahm die Spaltung der FROLINAT in eine Gruppe von Arabern um Ahmat Acyl und eine Gruppe von Tubus um Oueddei zu. Infolgedessen war die FROLINAT keine entscheidende Partei im weiteren Kriegsverlauf und verlor auch im Norden des Landes an Bedeutung.

### Auflösung
Am 14. Januar 1993 wurde die FROLINAT offiziell aufgelöst.